# Marac
Marac település Franciaországban, Haute-Marne megyében. Lakosainak száma 210 fő (2022. január 1.). Marac Beauchemin, Bugnières, Faverolles, Leffonds, Ormancey, Ternat és Villiers-sur-Suize községekkel határos.

## Népesség
A település népességének változása:
| Lakosok száma | 201  | 174  | 162  | 221  | 218  | 215  | 214  | 214  | 213  | 210  |
|               | 1968 | 1982 | 1990 | 2006 | 2013 | 2015 | 2017 | 2019 | 2020 | 2022 |